# Geoff Brabham
Geoff Brabham, född den 20 mars 1952, är en australisk före detta racerförare. Han är den trefaldige världsmästaren i formel 1 Jack Brabhams äldste son, och äldre bror till de bägge före detta racerförarna David Brabham och Gary Brabham.

## Racingkarriär
Trots att Geoff aldrig nådde formel 1, olikt de andra familjemedlemmarna, så hade han en framgångsrik karriär i CART och sportvagnar i Nordamerika, där han även ställde upp i NASCAR. Han vann även Le Mans 24-timmars med Peugeot, samt flera sportvagnstitlar i USA. Han vann även Bathust 1000 i sitt hemland 1997 tillsammans med sin bror David.